# Vivi o, preferibilmente, morti
Vivi o, preferibilmente, morti (br Vivo ou Preferivelmente Morto) é um longa-metragem ítalo-espanhol de 1969, dos gêneros faroeste e comédia, dirigido por Duccio Tessari e estrelado por Giuliano Gemma.
Sendo uma produção ítalo-espanhola e em língua italiana, o filme segue a tendência dos anos de 1960 com a mesma estratégia dos Western spaghetti, quando estes são ambientados em territórios norte-americanos e os nomes dos personagens em língua inglesa com o propósito de tornar-se atrativo ao mercado estadunidense. Inclusive a atriz Sydne Rome foi anunciada, nos Estados Unidos, como Karen Blake (mesmo sendo estadunidense de Ohio).[carece de fontes?]

## Sinopse
O filme mostra as peripécias dos irmãos Mulligan (Giuliano Gemma é Monty Mulligan e Nino Benvenuti é Ted Mulligan) no velho oeste, quando estes tem que morar juntos por seis meses para ganhar uma herança, sendo que ambos não toleram um ao outro e também têm problemas financeiros. Sem dinheiro, juntam-se ao sr. Barnds (Antonio Casas) para virarem bandidos em assaltos a bancos e sequestros frustrados. Ao assaltarem uma diligência, conhecem Rossella Scott (Sydne Rome/Karen Blake), filha de um banqueiro e ela mesmo estabelece o valor do seu resgate e assim junta-se a trupe de "trambiqueiros".

## Elenco
- Giuliano Gemma....Monty Mulligan
- Nino Benvenuti....Ted Mulligan
- Sydne Rome/Karen Blake....Rossella Scott
- Antonio Casas....Barnds entre outros